# Brachysiphon rupestris
Brachysiphon rupestris är en tvåhjärtbladig växtart som beskrevs av Otto Wilhelm Sonder. Brachysiphon rupestris ingår i släktet Brachysiphon och familjen Penaeaceae. Inga underarter finns listade i Catalogue of Life.